# Куховарський камінь

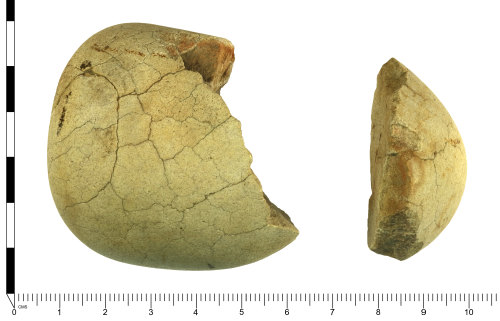
Дві неповні обпалені частини каменю невідомої дати. Камені зазнали впливу високої температури, що спричинило їх розтріскування та розбиття. Подібні об'єкти можуть бути куховарським каменем, але також можливо, що ці камені використовувалися для формування вогнищ, ймовірно, для промислового процесу. Камінь, ймовірно, є дрібнозернистим пісковиком. Обидва шматки не поєднювані.

Куховарський камінь — це нагрітий камінь, який використовується для нагрівання води, як правило, людьми, які не мали доступу до кераміки чи металевих посудин.

## В археології
Куховарський камінь використовували для передачі тепла від вогню до посудини, щоб підвищити температуру води в посудині, в тому числі для приготування їжі. Камінь нагрівають у вогні або у розжарених  вуглинках. Коли камінь достатньо нагрівається, його переносять у посудину з водою, щоб нагріти її вміст. Посудина може бути металевою (хоча це рідкість, метал зазвичай достатньо міцний, щоб витримувати прямий вплив вогню) або гончарною, яка не є достатньо якісною, щоб піддаватися прямому впливу вогню — або дерев'яною. У догончарному контексті нагрівання може відбуватися шляхом вистилання ями шкірою, листям або глиною, а потім наливання води з подальшим нагріванням каменями безпосередньо в утворюваній посудині.
Такі камені можна розпізнати, оскільки багаторазовий вплив жару вогню, за яким зазвичай слідує швидке охолодження у воді, призводить до значного термічного навантаження на тканину каменю через термічне розширення і стиснення. Це, як правило, призводить до часткового скління поверхні каменю і появи на ній тонкої мережі тріщин (часто описуваних як "розтріскування"). Врешті-решт камінь руйнується. Окремі фрагменти можна використовувати повторно, доки не стане неможливо маніпулювати каменем, вносячи його у вогонь і виймаючи з нього, після чого уламки викидають і обирають новий камінь (або багато нових). Часто розбиті камені викидають у звалища або на звалища побутових відходів, які на давніх поселеннях можуть становити багато тонн матеріалу.
Повторне використання будівельним матеріалом не є неможливим, але типовий невеликий розмір фрагментів перешкоджає цьому використанню.

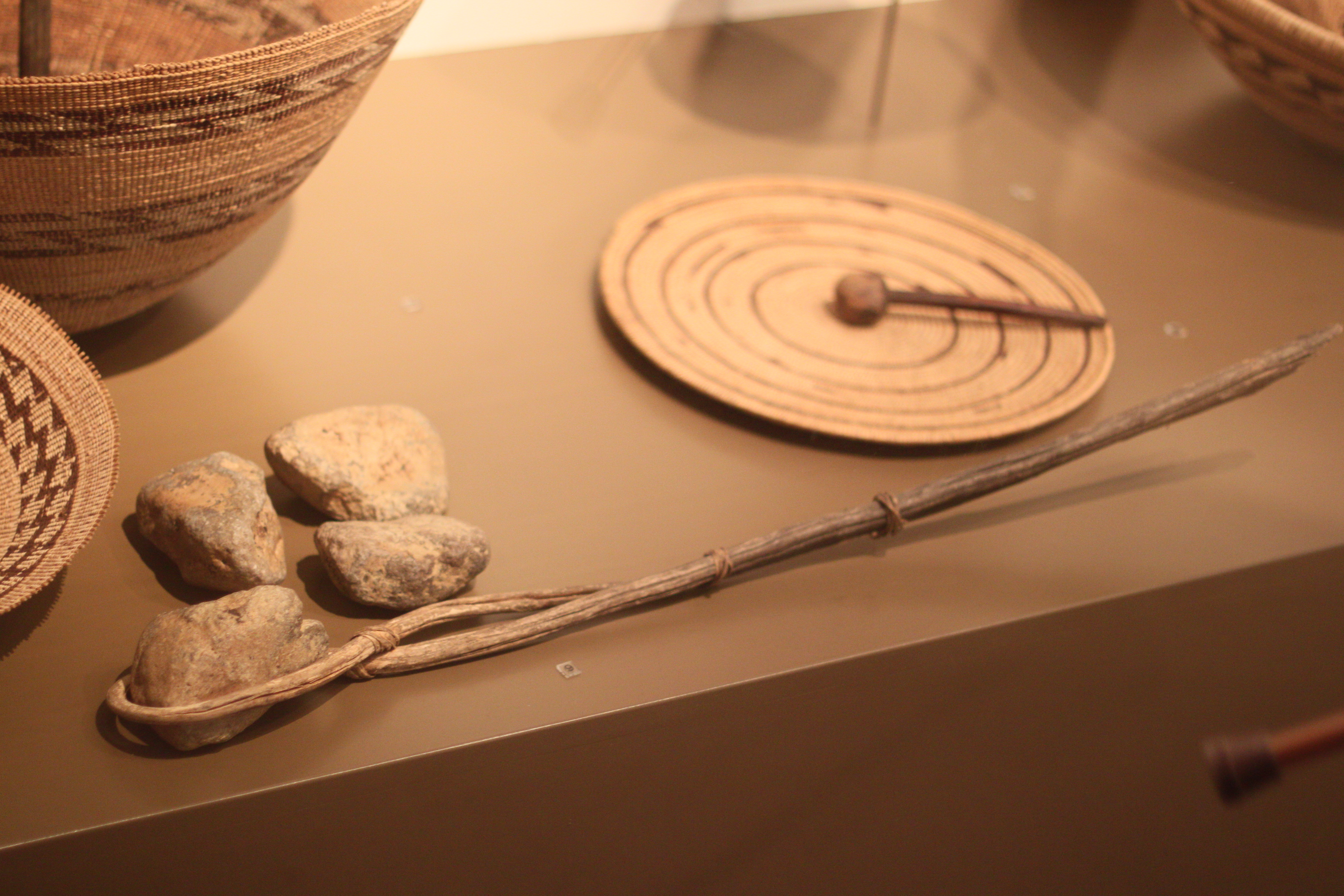
Етнологічний музей, Берлін-Далем; Дерев'яна "виделка" і чотири стеатитові камені для приготування їжі. У більшості районів Каліфорнії корінні американці готували їжу у водонепроникних кошиках. Спочатку жолудеве борошно змішували з водою. Додаючи розпечене каміння, кашку з жолудів нагрівали. Після охолодження каміння виймали дерев'яною "виделкою" і замінювали новими, поки каша або суп не були повністю готові.

## Ідентифікація
Поверхневе "розтріскування" не обмежується куховарськими каменями — каміння вогнища та оточення камінів також можуть мати таку саму структуру. Однак, оскільки куховарські камені потрібно підносити до вогню і виносити з нього (як правило, в антропологічних спостереженнях, за допомогою палиць із зеленої деревини) на відстані витягнутої руки, вони спочатку важать до кількох кілограмів, а потім зменшуються через фрагментацію; камені для вогнища і димохідні футеровки, як правило, є більшими.
Майя, ймовірно, використовували для приготування їжі обпалені глиняні кульки, які кидали в їжу.